# پشت‌صحنه (فیلم ۱۹۱۷)
پشت‌صحنه (انگلیسی: Back Stage) یک فیلم کمدی صامت کوتاه به کارگردانی آروید ئی. گیلستورم است که در سال ۱۹۱۷ منتشر شد. از بازیگران این فیلم می‌توان به اولیور هاردی، بیلی وست، اتل برتون، فلورنس مک‌لاکلین، اتلین گیبسون و لئو وایت اشاره کرد.
مانند بسیاری از فیلم‌های آمریکایی آن زمان، فیلم «پشت صحنه» توسط هیئت‌های سانسور فیلم شهری و ایالتی دچار جرح و تعدیل شد. برای مثال، هیئت سانسور شیکاگو، حذف نماهای نزدیک از رقصندگان هولا و حرکات یک مرد ریشو در پشت صحنه و صحنه افتادن سه زن در پشت صحنه و برهنه کردن پاهایشان را الزامی کرد.